# Раян Реббадж
Раян Реббадж (фр. Andy Timo) — французький регбіст, олімпійський чемпіон. 
Золоту олімпійську медаль та звання олімпійського чемпіона Реббадж виборов на Паризькій олімпіаді 2024 року в складі збірної Франції з регбі-7.